# Patu jidanweishi
Espèce
Patu jidanweishi est une espèce d'araignées aranéomorphes de la famille des Symphytognathidae.

## Distribution
Cette espèce est endémique du Yunnan en Chine,.. Elle se rencontre dans les xians de Lushui, de Fugong, de Gongshan et le Longling.

## Description
Le mâle holotype mesure 0,69 mm et la femelle paratype 0,88 mm.

## Publication originale
- Miller, Griswold & Yin, 2009 : The symphytognathoid spiders of the Gaoligongshan, Yunnan, China (Araneae, Araneoidea): Systematics and diversity of micro-orbweavers. ZooKeys, no 11, p. 9-195 (texte intégral).